# Nam Đàn (thị trấn)
Nam Đàn là thị trấn huyện lỵ cũ của huyện Nam Đàn cũ, tỉnh Nghệ An, Việt Nam.

## Địa lý
Thị trấn Nam Đàn nằm trên quốc lộ 46, cách thành phố Vinh khoảng 20 km và nằm gần chân đê tả sông Lam, có con sông Đào chảy qua, có vị trí địa lý:
- Phía đông giáp xã Xuân Hòa
- Phía tây giáp huyện Thanh Chương và xã Nam Thái
- Phía nam giáp xã Thượng Tân Lộc với ranh giới là sông Lam
- Phía bắc giáp xã Nam Nghĩa và xã Nam Thanh.

Thị trấn Nam Đàn có diện tích 18,70 km², dân số năm 2018 là 20.600 người, mật độ dân số đạt 1.102 người/km².

## Lịch sử
Nam Đàn từng là kinh đô Vạn An của Việt Nam thời vua Mai Hắc Đế. Ngày nay vẫn còn vết tích thành Vạn An.
Địa bàn thị trấn Nam Đàn hiện nay trước đây vốn là thị trấn Nam Đàn, xã Vân Diên và một phần xã Nam Thượng.
Ngày 9 tháng 7 năm 1987, Hội đồng Bộ trưởng ban hành Quyết định 105-HĐBT. Theo đó, sáp nhập 29,15 ha diện tích tự nhiên và 269 người của xã Vân Diên (gồm xóm Hà Long); 88,21 ha diện tích tự nhiên và 874 người của xã Xuân Hòa (gồm các xóm Tây Hồ, Quang Trung) vào thị trấn Nam Đàn.
Sau khi điều chỉnh địa giới hành chính, thị trấn Nam Đàn có 183,30 ha diện tích tự nhiên và 6.783 người.
Đến năm 2018, thị trấn Nam Đàn có diện tích 1,90 km², dân số là 6.900 người, mật độ dân số đạt 3.632 người/km², gồm các khối phố: Mai Hắc Đế, Lam Sơn, Xuân Khoa, Sa Nam, Yên Khánh, Đan Nhiệm, Quang Trung, Phan Bội Châu (tên cũ là khối Tây Hồ), Ba Hà. Xã Vân Diên có diện tích 13,60 km², dân số là 13.000 người, mật độ dân số đạt 956 người/km², gồm 19 xóm: Trung Đông, Quy Chinh 1, Quy Chính 2, Bắc Sơn, Bắc Thung, Đông Tiến, Đụn Sơn,Hà Long, Hồ Sơn, Nam Bình, Nam Thung, Nam Sơn, Hùng Lĩnh, Trường Long, Sư Phạm, Nhật Đông, Nhật Quang, Vạn An, Vệ Nông. Xã Nam Thượng có diện tích 7,30 km², dân số là 1.900 người, mật độ dân số đạt 260 người/km².
Ngày 17 tháng 12 năm 2019, Ủy ban Thường vụ Quốc hội ban hành Nghị quyết 831/NQ-UBTVQH14 về việc sắp xếp các đơn vị hành chính cấp xã thuộc tỉnh Nghệ An (nghị quyết có hiệu lực từ ngày 1 tháng 1 năm 2020). Theo đó, sáp nhập toàn bộ diện tích và dân số của xã Vân Diên; toàn bộ 3,20 km² diện tích tự nhiên và 700 người thuộc 2 xóm: 4, 5 của xã Nam Thượng vào thị trấn Nam Đàn.

## Đặc sản
- Đặc sản truyền thống là Tương Nam Đàn

"Nhút Thanh Chương, Tương Nam Đàn"
- Dầu lạc Đan Nhiệm
- Miến Quy Chính
- Dê Cầu Đòn.

## Di tích
- Thành Vạn An, nằm trên núi Đụn thuộc thị trấn Nam Đàn, huyện Nam Đàn. Năm 722, Mai Thúc Loan dựng cờ khởi nghĩa chống quân xâm lược nhà Đường. Ông xây dựng thành Vạn An làm đại bản doanh. Từ đây ông đã chỉ huy nghĩa quân đánh tan quân nhà Đường ở Hoan Châu rồi tiến quân ra Bắc đánh chiếm thành Tống Bình giải phóng đất nước.
- Nhà lưu niệm và nhà trưng bày về Phan Bội Châu.